# Pontalina
Pontalina este un oraș în Goiás (GO), Brazilia.